# كابرايا إزولا
كابرايا إزولا، هي بلدية (بلدة) تقع في مقاطعة ليفورنو في منطقة توسكانا الإيطالية، وتقع في جزيرة تحمل نفس الاسم من أرخبيل توسكان.

### روابط خارجية
- جزيرة كابرايا - معلومات سياحية
- كابرايا إيزولا: أخبار